# 綾上町

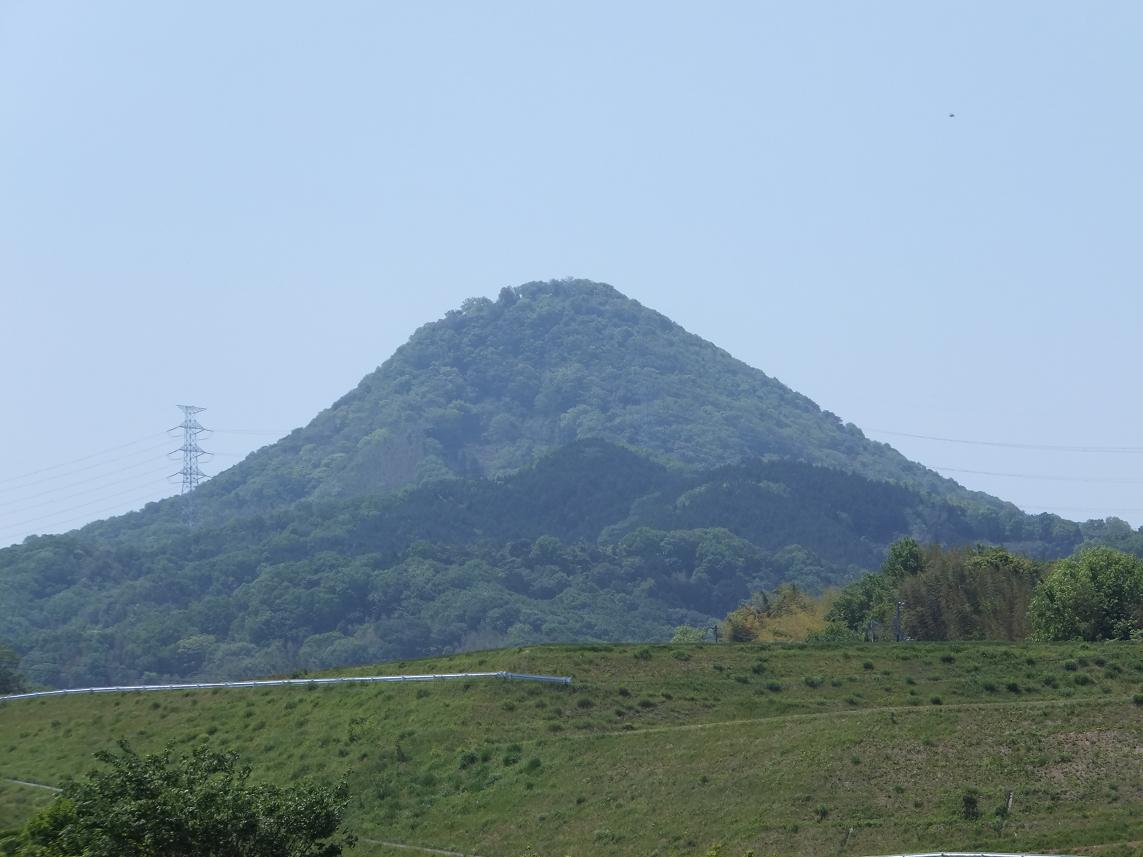
綾上富士（高鉢山）

綾上町（あやかみちょう）は、香川県のかつての町。綾歌郡に属していた。
2006年3月21日に綾南町と合併して「綾川町」（あやがわちょう）となり消滅した。

## 地理
香川県内のほぼ中央に位置し、町の中心は北部にある。町域南方に広がる讃岐山脈から綾川が北流のち西流してくる。綾川は町域中央部に長柄ダムを擁している。
- 山：笠形山、前山、高鉢山、大高見峰、城山、陣ケ峰、鷹の巣山、鞍掛山
- 池：長柄池、永富池、綾山湖（田万ダム）等
- 川：綾川

## 歴史

### 沿革
- 1954年（昭和29年）枌所村、山田村、西分村、羽床上村の合併により綾上村となる。
- 1962年（昭和37年）町制に移行し、綾上町となる。
- 1985年（昭和60年）町の花、町の木をそれぞれ水仙、もみじに制定する。
- 2004年（平成16年）「綾上町・綾南町・国分寺町合併協議会」廃止。
- 2004年（平成16年）「綾上町・綾南町合併協議会」設置。
- 2006年3月21日 綾南町と新設合併し、綾川町が発足。同日付で綾上町を廃止。

## 姉妹都市・提携都市
なし。

## 教育

### 学校

#### 幼稚園
- 綾上町立枌所幼稚園

#### 小学校
- 綾上町立枌所小学校
- 綾上町立西分小学校
- 綾上町立西分南小学校
- 綾上町立羽床上小学校
- 綾上町立山田小学校

#### 中学校
- 綾上町立綾上中学校

#### 高等学校
- 町内にはない。

#### 大学・短期大学
- 町内にはない。

## 交通

### 鉄道路線
- 町内にはない。
北部に面している隣町の綾南町にことでんがあり、琴平線 （滝宮駅、陶駅）が利用される。

### バス
- 綾上町営バス（きまいちゃんバス）
  - ことでんバスが受託運行。
  - ふれあいセンターバス停で綾南町営バスへ乗り換え可能。

かつてはコトデンバス（当時）が自社運行で乗り入れていたが、現在はなくなっている。

### 道路
- 高速道路
  - 町内を走る高速道路：なし
- 一般国道
  - 町内を走る一般国道：国道377号
- 県道
  - 主要地方道
  - 一般県道
    - 香川県道167号枌所西中徳線
    - 香川県道182号千疋綾上線（現、香川県道182号千疋西分線）
    - 香川県道265号枌所西造田線
    - 香川県道278号綾歌綾上綾南線（現、香川県道278号綾歌綾川線）

### 空港
高松空港は極めてわずかだが町内にかかっていた。空港の南側一帯を占める大字枌所東の田万・竹本地区は空港反対運動が激しかったことで知られた。

## 名所・旧跡・観光スポット・祭事・催事
- 柏原渓谷
「水源の森百選」にも選ばれる綾川上流の渓谷。
- タツタの森
- 高山航空公園
戦闘機（T2練習機）、セスナ機、ヘリコプターが野外展示されている。
- 高鉢山キャンプ場
- もみじ温泉
- 綾上町ふれあい運動公園

## 出身者
- 穴吹智
- 綾川志剛
- 内海繁太郎（人形浄瑠璃(じょうるり)研究家）

## 特記事項
- 綾歌郡の『綾歌』から町名を命名。